# Strada statale 431 di Velate
La ex strada statale 431 di Velate (SS 431), ora strada comunale nel comune di Varese ed in parte ammodernata e riclassificata come strada statale 707 Raccordo Gazzada-Varese tra l'innesto sull'Autostrada A8 e Varese, è stata una strada statale italiana di accesso al capoluogo varesotto.

## Percorso
La strada aveva inizio nel tratto terminale dell'A8 Milano-Varese, e rappresentava il naturale proseguimento della stessa fino al centro abitato di Varese. Qui effettuava una sorta di circonvallazione passando per le località Bellavista, Giubiano, Belforte, Briumo Inferiore, Sant'Ambrogio, Avigno e Velate, per concludere il suo percorso a Casciago in un tratto precedentemente classificato come SP 54 e dal 1997 parte del tracciato della strada statale 394 del Verbano Orientale.
In seguito al decreto legislativo n. 112 del 1998, dal 2001, la gestione è passata dall'ANAS alla Regione Lombardia, che ha provveduto al trasferimento dell'infrastruttura al demanio della Provincia di Varese; la gestione del tratto piemontese è passata dall'ANAS alla Regione Piemonte che ha provveduto al trasferimento dell'infrastruttura al demanio della Provincia di Novara. Il tracciato interno al centro abitato di Varese è stato consegnato al comune stesso, mentre la parte restante è stata inizialmente oggetto di un progetto di ammodernamento da parte della provincia, è stato poi preso in carico dall'ANAS che ha classificato inizialmente l'arteria come nuova strada ANAS 177 di Gazzada e successivamente come strada statale 707 Raccordo Gazzada-Varese.